# Iからはじまるストーリー
iからはじまるストーリーは2017年4月2日より2022年3月28日までbayfmで日曜日深夜に放送されていたラジオ番組である。

## 番組概要
2017年4月2日に「NEO STREAM NIGHT」の28時台を置き換える形で放送開始。「NEO～」は深夜番組であったが、当番組は月曜日の朝とのスタンスから「月曜日早朝4:00～」と公式に告知している（タイムテーブル上は日曜日28:00～）。
主に1970～2000年代の歌謡曲・ニューミュージック・J-POPを中心とした音楽と、曲にまつわるストーリーや西田の自らの思い出を交えてトークをする番組。
タイトルの「i」は「私」とパーソナリティの（西田）「あい」に掛けている。

## パーソナリティ
- 西田あい

## 放送時間
- 毎週日曜日 28:00-28:49（2017年4月-2022年3月28日）

不定期に放送設備等の点検（テクニカル・メンテナンス）で放送休止の場合あり(西田はその事を「停波」と表している)。

## 番組内容
- オープニングトーク　時候の挨拶や西田の近況報告、リスナーからのメールが読まれる事もある。[2]
- 作詞家・作曲家・編曲家のコーナー（コーナー名なし）　月替わりで1人の作詞家・作曲家・編曲家、スタジオミュージシャンにスポットを当て、1回につき3曲を流す。3曲目は2曲目に続けて流し、後で曲紹介をする。[2]
- 歌の中のストーリー 2018年11月以降は「西田あいのカラオケ講座」と題して、西田流のカラオケでの歌い方を紹介している。[2]
- 昭和へGO!　昭和の物事を取り上げ、それにまつわる曲を流す。[2]
- エンディング　西田の持ち歌（1曲の事が多いが、まれに2曲）を流してから、トークに入る。まれにリスナーからのメールを読む場合もある。[2]

## その他
- 番組公式サイト、およびSNSアカウントはないが、Twitterで「#istory」を付けてつぶやくと西田やスタッフが後でチェックしている。
- 番組前半の特集コーナーでは、取り上げる楽曲について西田あい自身のマニアックな目線で捉えたポイントを紹介し、リスナーにそれを踏まえて楽曲を傾聴させるという形式で楽曲を聴く楽しみを伝授する。この行為を「楽曲の音に注目する」という意味で番組内では「注耳する」と呼ぶ。[3]
- 西田曰く「浄化（タイム）」として、2～3か月に1回くらいの割合でトーク中に感極まって泣く事がある。[4]

- 通常は収録であるが、2017年12月31日（2018年1月1日4:00～）の回は生放送となり、構成を変えて（作詞家・作曲家のコーナーを休止）前半部で西田がリスナーからのメールを読んだり、生歌唱を披露した。
- 2019年3月22日（金曜日）19:00～20:56には「iからはじまるストーリー～スプリング・スペシャル～」と題した特番を生放送（通常同時間帯に放送の「金つぶ」は休止）。歌謡曲に造詣の深いクリス松村を19時台、西田の持ち歌である「愛が足りなくて」「翔べない踊り子」を含め数多くの歌謡曲を手がけた林哲司を20時台トークゲストに迎え、終盤は西田が生歌唱ライブを行った。
- 2020年3月20日、「iからはじまるストーリー～スプリング・スペシャル2020～」を17:00～18:42に渡って放送した。ゲストとして西田あい自身のオリジナル曲「My Story」の編曲を手掛けた作・編曲家の萩田光雄、昭和歌謡のトークゲストにミッツマングローブ、生バンド演奏にリクオ、渡辺裕太のミュージシャンを迎えて「神様の宝石でできた島」「コーヒールンバ」「My Story」をスタジオライブで歌唱した。[5][6]
- 2021年4月12日、4月19日、ソニーミュージックの大滝詠一公式サイトのニュース欄にメディア情報として同番組が紹介された。同日の放送では「NIAGARA TRIANGLE Vol.1」と「NIAGARA TRIANGLE Vol.2」の中の楽曲を紹介した。[7][8][9]